# 조선족
조선족(朝鮮族, 영어: Korean Chinese, Chinese citizens of Korean descent) 또는 차오센주(영어: Chaoxianzu)는 중화인민공화국 국적의 한민족계 소수민족으로 총 인구는 170만명이다. 조선족 총 인구의 약 40%인 80여만명은 대한민국에 거주한다. 이들은 중국인 국적을 유지하는 경우 한국에서 신화교라고 불리며 화교 학교를 다닌다. 국제법상 중국인으로 분류되어 일본 등 대한민국 외 해외 거주 인구는 공식 집계가 어렵다 조선족은 1958년 1월 9일에 중국 주석령(主席令)인 <호적조례>이 반포되면서 중국에 거주중인 조선인을 정식으로 중국 소수민족 '조선족'으로 등록시킴으로 중국에서 법적 지위를 가지게 되었다. 중국에서의 인구는 한족을 제외한 소수 민족 가운데 13번째로 많으며, 주로 옛 만주 지역인 중국 둥베이(東北, 동북) 3성(省)에 살고 있다. 다만, 그 인구가 중국 내의 각지 및 한국과 일본 등지로 분산되고 있는데 이는 조선족들이 인근 선진국은 물론 중화인민공화국의 경제 발전에 따라 취업 등을 이유로 베이징과 상하이, 칭다오 등과 같은 대도시로 이주하고 있기 때문이다. 중국에서 조선족들은 중국인들과 결혼하면 증조부 부계나 모계 한쪽이 한족(漢族)이여도 호적에 조선족으로 등록할 수 있어 조선족들은 중국인 혼혈이 있으며 한족으로 민족분류를 선택할 시 조선족으로 분류되지 않게 된다. 1945년 대한민국은 미군정시절에 제정된 <국적에 관한 임시조례>에 의하면 해외의 모든 조선인은 모두 대한민국 국민이라고 규정했고 1948년 제헌헌법에 의해 법률화가 되었지만 1992년 한중수교하면서 재중 조선인(한국인)을 중국 소수민족 조선족으로 인정하기로 합의했기에 조선족은 한국에 재외동포 자격 신청이 가능해 조선족 총인구 수치의 간극이 존재하는 것이다. 2022년 기준 조선족은 중국인 약 14억명 인구에서 0.12%의 비중을 차지한다. 상술했듯이 2023년 10월 대한민국 정부 재외동포청의 거주 자격별 재외동포현황에 의하면, 전세계에 한민족(조선민족) 혈통 중국국적자 (시민권자)는 189만 3,763명이다.

## 역사

### 만주에 대량 이주
병자호란 때 조선 북부의 조선인들이 만주족들에 의해 강제로 싸잡혀 끌려가 만주(간도, 심양, 연변, 조선 북부 국경 근처)에 살게 됐는데 가난한 노비들로서 자유인이 될 납입금을 내지 못해 수 많은 자들이 그 곳에 남겨졌다. 1869년에는 한반도 북부에 대규모 기근이 발생하자 굶주림을 피해 조선 북부 하층민 출신의 조선인들이 간도로 건너오게 되었고 이로 인해 조선과 청나라 사이에 국경 분쟁이 자주 발생하기도 하였다. 조선에서는 두만강 건너편의 조선인 거주지를 북간도라고 불렀으며 압록강 건너편의 조선인 거주지를 서간도라고 불렀다. 조선인들이 중국 동북으로 유입하는 현상은 1885년 청나라 정부가 만주 이민 금지령을 철폐하면서 크게 증가하게 된다. 1885년부터 1910년까지 중국으로 이주한 조선인은 26만 명으로 추정된다. 1910년부터는 일제에 의해 수 많은 가난한 조선인들이 위안부, 강제징용 등으로 끌려가 동북3성에 강제로 거주하게 되면서 현재까지 조선족으로 남겨졌다. 그래서 현재 위안부와 강제징용 피해자 중에는 동북3성의 연변, 창바이가 고향인 조선족 출신자들이 많다. 1931년 일제는 만주사변을 일으켜 간도를 포함한 중국 동북부 지역에 괴뢰국인 만주국을 세우고 대륙 침략의 전진기지로 사용하고자 하였다. 1932년에는 일본이 만주국을 세우자 일본은 만주와 조선 북부에 사는 가난한 조선족들을 강제징용을 시켰다. 일본이 청나라를 침략해 만주국을 세우고 ‘만주개척운동’이라는 정책으로 조선인 출신 군인과 사업가, 지주, 학교 교장, 교사 등을 만주로 이주시켰는데 이들은 조선의 평양과 경성 등에 자본과 가족들이 존재하였고 자주 이동을 하였으며 전쟁이 끝나고 돌아갔기 때문에 조선족으로 분류되지 않는다. 이후에 만주(동북3성)에 살던 조선인의 수는 1945년에 216만 명까지 급증하였다. 이 시기에는 간도 지역 뿐 아니라 만주 전역에 다양한 직업의 조선인이 흩어졌으며 만주국 내에 거주하던 조선인 인구가 3백만이 되었다는 기록이 전해진다.
1945년에 일제가 패망하자 만주에 살던 조선인 216만 명 중 약 절반인 100만 여명이 조선으로 귀국하였지만 귀국할 방법이 없던 116만명은 중국에 남겨져 조선족이 되었다. 귀국한 이들은 대부분이 지원세력이 있던 독립운동가와 31년 만주 개척으로 파견된 조선인들로 한반도로의 귀국이 가능하였다. 69년부터 가난을 피해 이주한 조선족들과 1910년 위안부와 강제징용 등으로 강제로 끌려간 조선족들은 먼 조선에 귀국할 방법을 찾지 못해 중국에 그대로 머무는 것을 선택하였다. 중국 공산당은 민족식별공작을 통 기존에 조선인(朝鮮人), 한인(韓人)이나 한교 (韓僑)로 불리던 남은 조선족들을 중국 내 소수민족으로 규정하고, ‘조선족’(朝鮮族)이라는 1949년 이전에는 존재하지 않던 신조어 명칭을 붙였다. 일본 패망으로 중국이 해방되고 나서 벌어진 국공내전(국민당과 공산당의 내전)에서 귀국하지 않고 중국에 남아 있던 조선의용대 출신자들은 중국 국민당을 배격하고, 토지개혁을 지지하는 공산당 중국인민해방군을 도와서 전쟁에 적극 참여하였다. 이러한 조선의용대 출신자들로 인해 조선족들은 중국인민해방군을 도운 공로를 인정받아서, 초기에는 중국 인민으로서 대우를 받는 소수민족이 되었다. 하지만 이것도 얼마 지나지 않아 중화인민공화국의 문화 대혁명 당시 현재도 중국에서 국부로 추앙받는 마오쩌둥의 조카 마오위안신은 연변에 건너와 살면서 민족 분쟁을 일으켰고 이로 인해 중국인들은 수많은 조선족 희생자들을 만들었다. 특히 마오위안신은 홍색조반혁명위원회와 8·27 홍색반란단, 홍기전투연군, 노동자혁명위원회라는 홍위병 단체들을 조직하여 조선족을 탄압하였고, 당시 강간당하거나 살해된 조선족 인명피해자는 수만 명에 달했다고 한다.
몇몇 조선의 독립운동가들이 1910년부터 만주(동북3성)으로 건너가 독립운동을 하였다. 일제가 패망하고 독립운동가 대부분은 지원세력과 영향력이 있는 지인들의 도움으로 조선으로 귀국하거나 6.25 발생 이후 대한민국과 조선민주주의인민공화국이 건국되고 나서 귀국하였다. 하지만 중국에 남겨져버린 조선족들은 대한민국이나 조선민주주의인민공화국의 국적을 둘다 전혀 가지고 있지 못해 귀국이 불가능하였다. 또한 조선족들은 굶주림을 피하거나 노비 제도의 고통에 의해 동북3성으로 이주했다가 귀국하지 못해 중국 국적을 가지게 된 사람들이며 이들은 독립운동가 유족 우대에 해당되지 않는 일반인들로서 조선민주주의인민공화국과 대한민국에 이주하는 것은 매우 힘들었다. 조선족들은 대한민국과 조선민주주의인민공화국의 국적 둘다 존재하지 않았기 때문에 돌아갈 수 있는 방법을 찾지 못했다가 1997년 한중수교부터 F4 재외동포비자로 대한민국으로 건너와 3D 직종에 종사하게 되었다.

## 분포
길림성 동부에 연변 조선민족 자치구가 생겨났고, 53년 종전과 함께 1955년에는 연변 조선민족 자치구에서 자치주로 격하되었다. 이 때부터 조선족 출신 인사가 자치주 주장(州長)으로 취임한다. 2010년 9월 중화인민공화국 정부는 조선족을 창지투 지구 개방 선도구 개발 사업의 핵심 역할로 주목하기도 했다.
대한민국 국내에 거주하는 중국 국적 조선족과 귀화 조선족은 80만명이 넘는다.재학생 절반 이상이 조선족인 초등학교는 서울대동초등학교와 서울 영일초등학교가 존재한다.「재외동포현황」에 따르면 중국 체류 한민족은 대한민국 국적 재중한인 포함 2017년 기준 254만 명이었으나 2020년대 들어 코로나와 한중관계 등 여파로 200만명 이하로 급감했다. 중화인민공화국의 조선족 인구 분포는 동북 지방(만주)에 집중되어 있는데, 지린 성에는 약 120만 명, 지린성 동부의 연변 조선족 자치주에는 약 80만 명이 집중되어 있다. 그 외에 헤이룽장 성(하얼빈 시(哈爾濱) 등 포함)에는 약 45만 명, 랴오닝 성(선양 시(瀋陽) 등 포함)에는 약 25만 명, 내몽골 자치구에는 약 2천 명의 조선족이 거주하고 있으며 베이징(北京)과 톈진(天津), 상하이(上海)와 칭다오(靑島), 광저우(廣州), 선전(深圳) 등의 대도시에도 거주한다. 각지의 조선족 거주지에는 행정적으로 조선족 자치현과 여러 조선족 마을(향, 진)이 설치되어 있다. 이들 동북 삼성의 중심 도시에는 조선족의 학교와 방송국, 신문사, 출판사 등이 있으며, 이들 기관은 중화인민공화국에 한국어를 보급하고 있다.
1992년 대한민국과 중화인민공화국 양국의 국교 수립 이후 조선족 동포와 한국인의 접촉 횟수가 증가하고 있으며 조선족의 대한민국 이민이 늘고 있다. 조선족 신입생 비중이 가장 높은 학교는 대동초등학교(서울 영등포구), 80%가 조선족 학생들로 구성된 학교는 신대림초등학교(서울 영등포구), 영서초등학교(서울 구로구), 50%가 조선족 학생들로 구성된 학교는 영림초등학교(영등포구), 영일초등학교(구로구), 심곡초등학교(경기 부천시), 부천남초등학교(경기 부천시), 원미초등학교(경기 부천시), 부천중앙초등학교(경기 부천시)가 있다.

## 종교
종교나 신앙을 가진 사람은 많지 않았다. 불교와 토속신앙이 결합된 신앙도 믿고 있다. 최근에는 대한민국과 미국과의 접촉을 통해 개신교, 로마 가톨릭교회 등 기독교 신앙을 믿는 사람도 등장하고 있다.

### 언어
조선족의 언어는 조선민주주의인민공화국에서 사용하는 문화어를 기준으로 삼는다. 출신지는 한반도 지역인 평안도와 함경도, 경상도가 많은 것으로 나타나기 때문에 지역에 따라 이 지역 방언들인 동북방언, 서북방언, 동남방언이 사용되며, 중국 동북3성 각지에 이루어진 집성촌에서 이런 지역 방언이 사용되고 있다.
- 동북방언(함경도)지역: 길림성 연변지구, 흑룡강성 동북부, 동남부, 두만강연안지구, 동북6진방언
- 서북방언(평안도)지역: 요녕성 다수지역(심양-안산-무순-본계), 요녕성과 접한 길림성 남부지역
- 동남방언(경상도)지역: 요녕성 중부(심양), 연변지구를 포함한 길림성 일부, 흑룡강성 서북부, 서남부
- 서남방언(전라도)지역: 요녕성 중부(심양-안산) 교차적분포, 연변 왕청현
- 중부방언(경기도, 충청도 등)지역: 길림성 유하현, 연변 도문시, 기타 지역 교차적 분포

## 같이 보기
- 간도
- 중국 잔류 일본인